# Santa Filomena (Piauí)

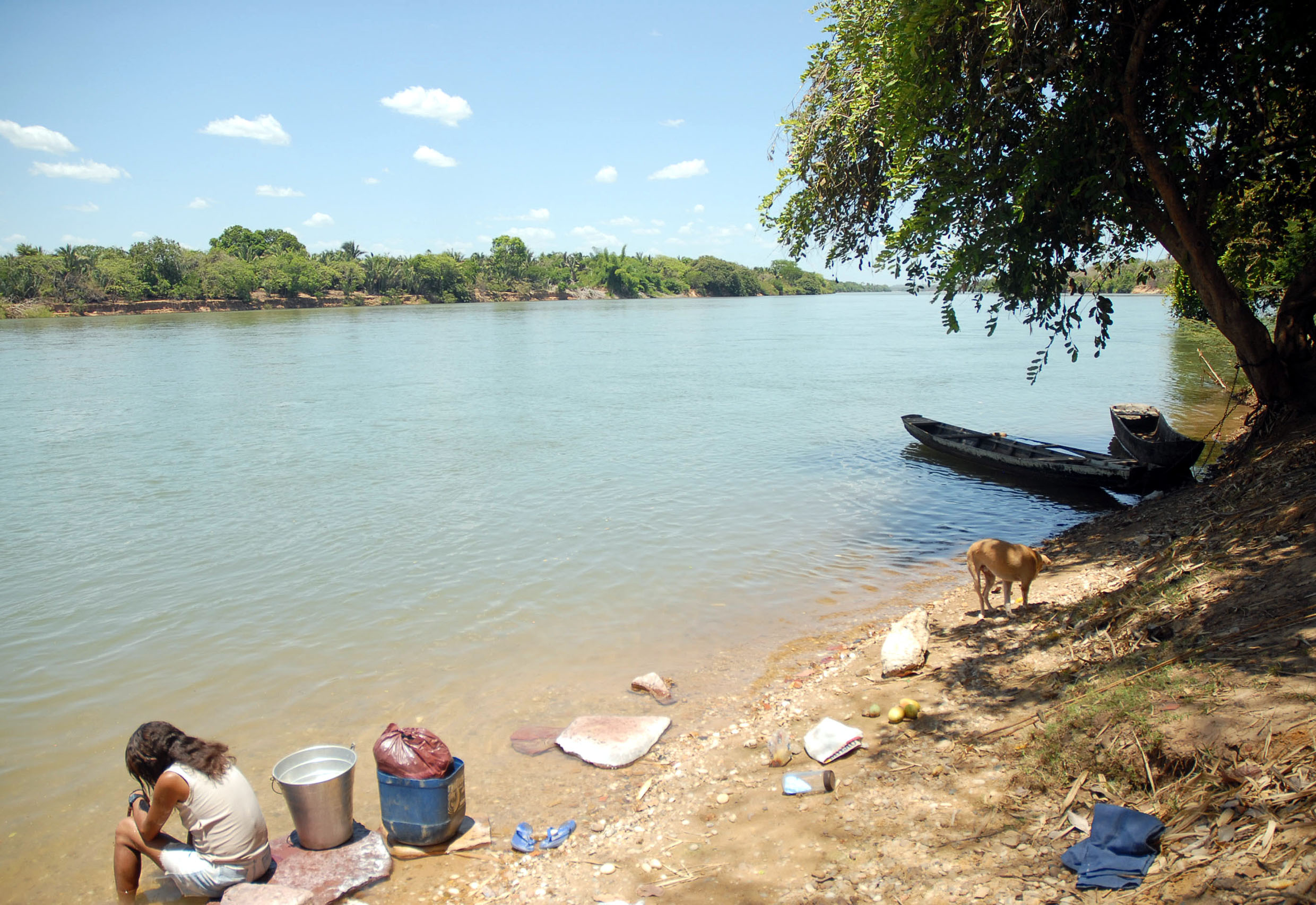
Dans la ville de Nazária (Piauí), une femme lave ses vêtements dans la rivière Parnaíba

Santa Filomena est une municipalité brésilienne située dans l'État du Piauí.